# Mörttjärnen (Hällefors socken, Västmanland, 665034-143383)
Mörttjärnen är en sjö i Hällefors kommun i Västmanland och ingår i Göta älvs huvudavrinningsområde.